# 西班牙宪法法院
西班牙宪法法院，西班牙的最高宪法权力机构，主要负责审查西班牙政府法案与章程是否违宪。西班牙宪法法院的权力范围由《西班牙憲法》第9章所规定。西班牙宪法法院独立于西班牙司法系统。

## 组织架构
西班牙宪法法院共有12名法官，每届任期9年。12人中，4人由西班牙众议院提名，4人由西班牙参议院提名，2人由政府行政部门提名，2人由司法權總委員會提名，然后由西班牙国王正式任命。